# Будинок правління Ужанського комітату
Буди́нок правлі́ння Ужа́нського коміта́ту — будинок у стилі пізнього бароко, що знаходиться на площі Жупанатській в Ужгороді на Закарпатті. Є пам'яткою архітектури національного значення (№ 166) і охороняється державою. З 1979 року у ньому розміщується Закарпатський обласний художній музей ім. Йосипа Бокшая.

## Історія
Будинок був збудований безпосередньо для потреб адміністрації Ужанського комітату, де вона й розміщувалася до Першої світової війни. Але це приміщення стало також і осередком культурного та суспільного-політичного життя міста, тут проводилися різноманітні урочистості, зустрічі, театральні вистави тощо. За окремими даними, 1840 року до лівого крила будинку було добудовано комітатську в'язницю і каплицю для в'язнів. Інформації щодо місця розташування каплиці немає і, за припущеннями, це могла бути будівля вглибині двору.
6 січня 1852 року у Комітатському будинку відбувся благодійний вечір, на якому місцевий театральний гурток представив виставу «Шаріка, або Сільська простота». На зібрані кошти було куплено перші дванадцять ліхтарів, що започаткували вуличне освітлення Ужгорода.
10 лютого 1878 року, на засіданні Ужанського культурного товариства у Будинку жупанату, одним із його членів, Лойошем Зеканем, всім присутнім вперше було продемонстровано роботу телефонного апарату.
8 травня 1919 тут відбулося засідання Центральної Руської Народної Ради, на якому було прийнято рішення про приєднання Закарпаття до Чехословаччини. Тоді ж Будинок правління Ужанського комітату став резиденцією губернатора Підкарпатської Русі і в ній оселився та почав працювати Григорій Жаткович, американський юрист русинського походження, який першим обійняв цю посаду. 22 вересня 1921 року у резиденції було організовано прийом на честь президента Чехословаччини Томаша Масарика.
Починаючи з 1933 року, будівля почала втрачати своє призначення: спочатку кілька кімнат було віддано земському музею, експозицію якого складали експонати, що стосувалися природи, господарства, етнографії Закарпаття. За радянських часів тут розмістилися окремі служби міської влади, спілки художників і письменників, з 1965 — також і книжкове видавництво «Карпати».
Навесні 1979 до будівлі було перенесено фонди Закарпатського обласного художнього музею, який нині займає більшу частину приміщень колишнього Будинку правління Ужанського комітату.

## Архітектура
Будівництво будинку тривало кілька років і було завершено у 1809, але даних щодо автора проекту та дати початку будівництва не збереглося. За роки існування, будівля неодноразово перебудовувалася. Нині це двоповерхова споруда, П-подібна у плані, із загальною площею всіх приміщень 3289 м². Середній ризаліт основного фасаду має два ряди вікон і балкон на першому поверсі. Внутрішнє подвір'я оточують бокові крила з довгими коридорами та аркоподібними вікнами. На фронтоні розміщено герб Ужанського комітату, центральним елементом якого є чоловік з трьома колосками в одній руці і трьома жолудями в іншій, що символізує плодючість і лісистість Ужанської долини. Також на фасаді будинку розміщено меморіальну дошку на честь засновників Закарпатської школи образотворчого мистецтва — Альберта Ерделі та Йосипа Бокшая, і погруддя Бокшая, ім'я якого Закарпатському обласному художньому музею було присвоєно 1990 року. Збереглися ковані ліхтарі, виготовлені та встановлені за радянських часів, які прикрашають пасажний вхід до музею.
Будинок охороняється державою і є пам'яткою архітектури національного значення.

## Галерея

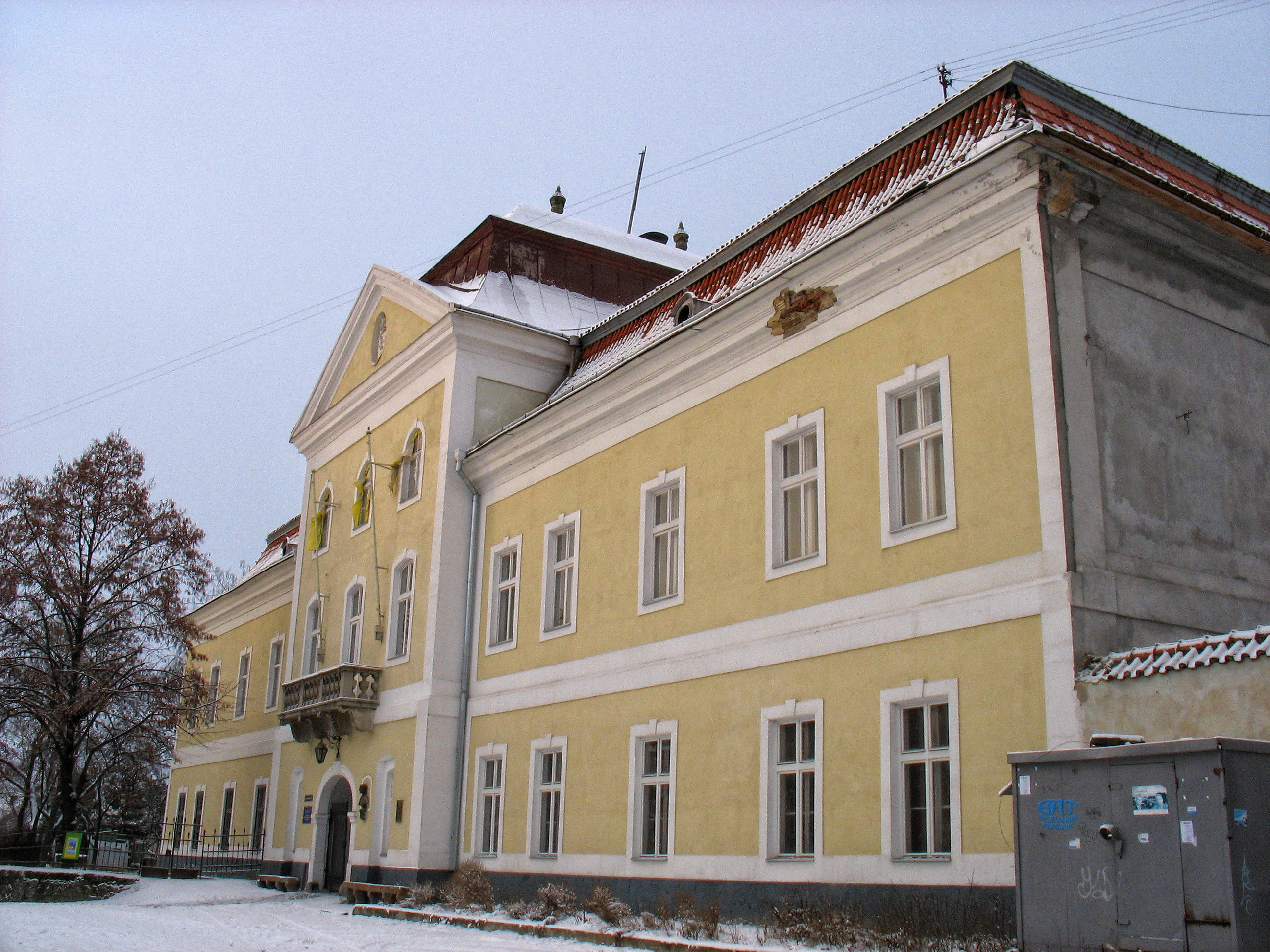
Загальний вигляд будівлі. 2007
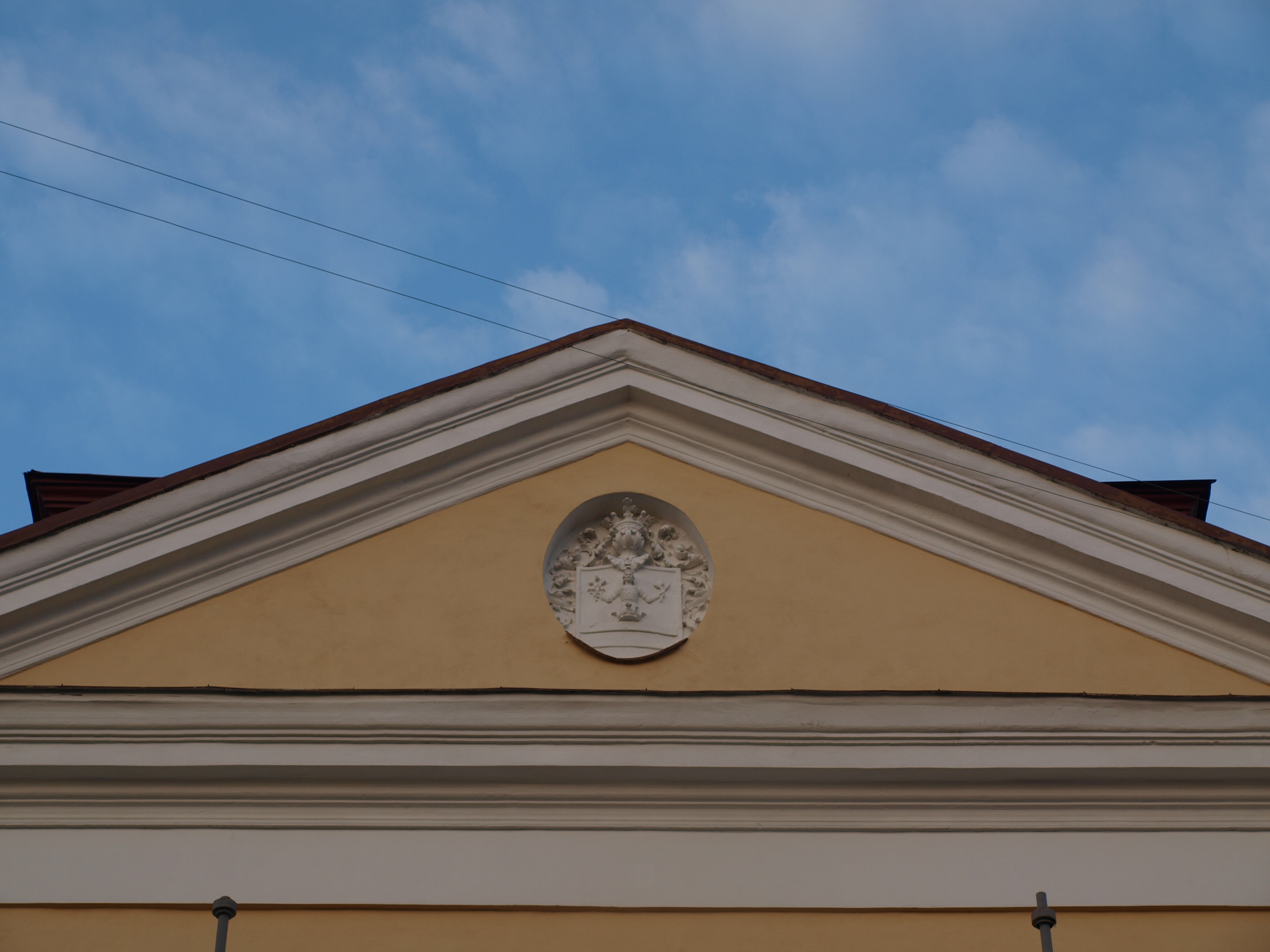
Герб Ужанського комітату на фронтоні будинку
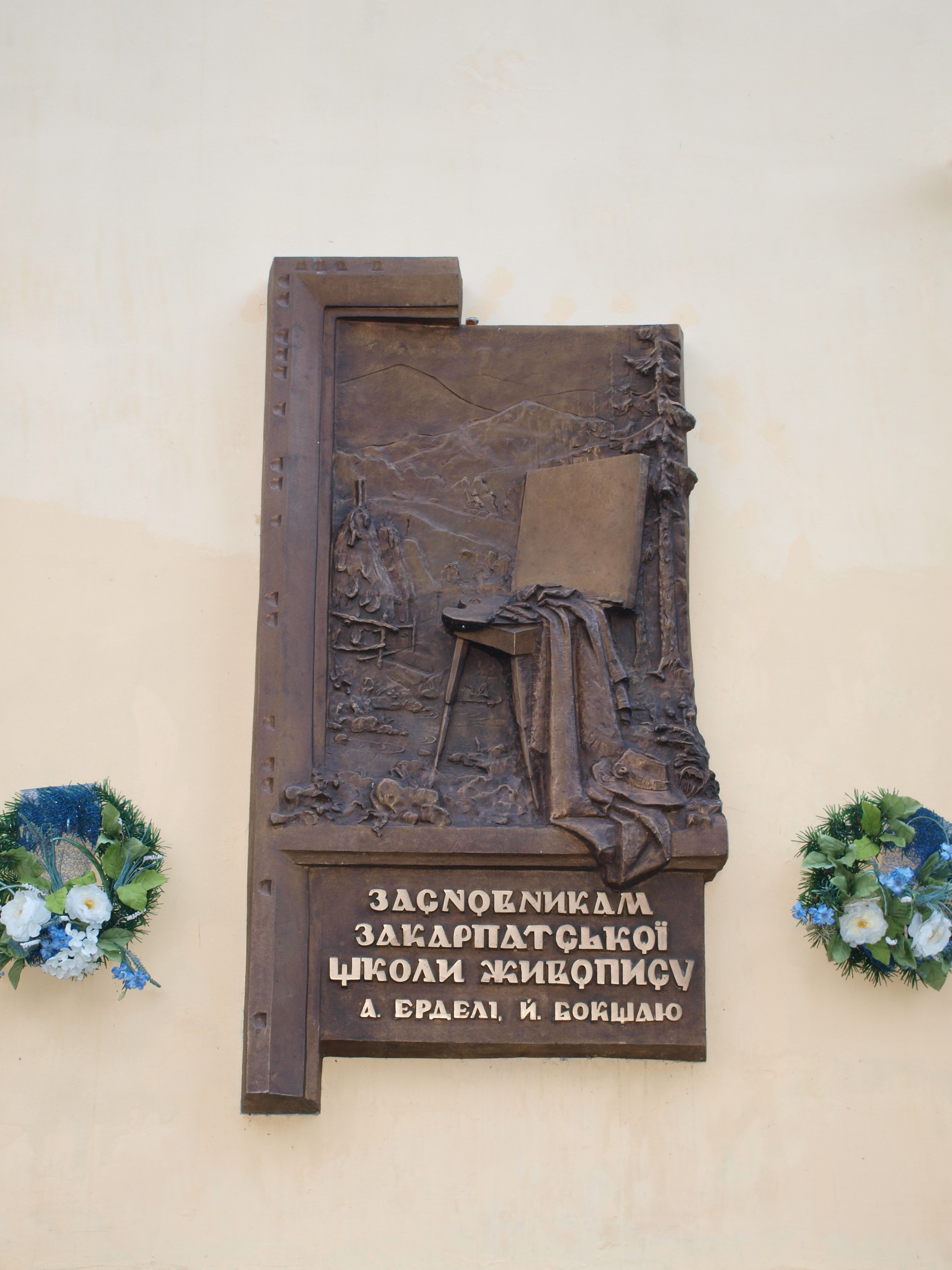
Меморіальна дошка Альберту Ерделі та Йосипу Бокшаю на боковому фасаді
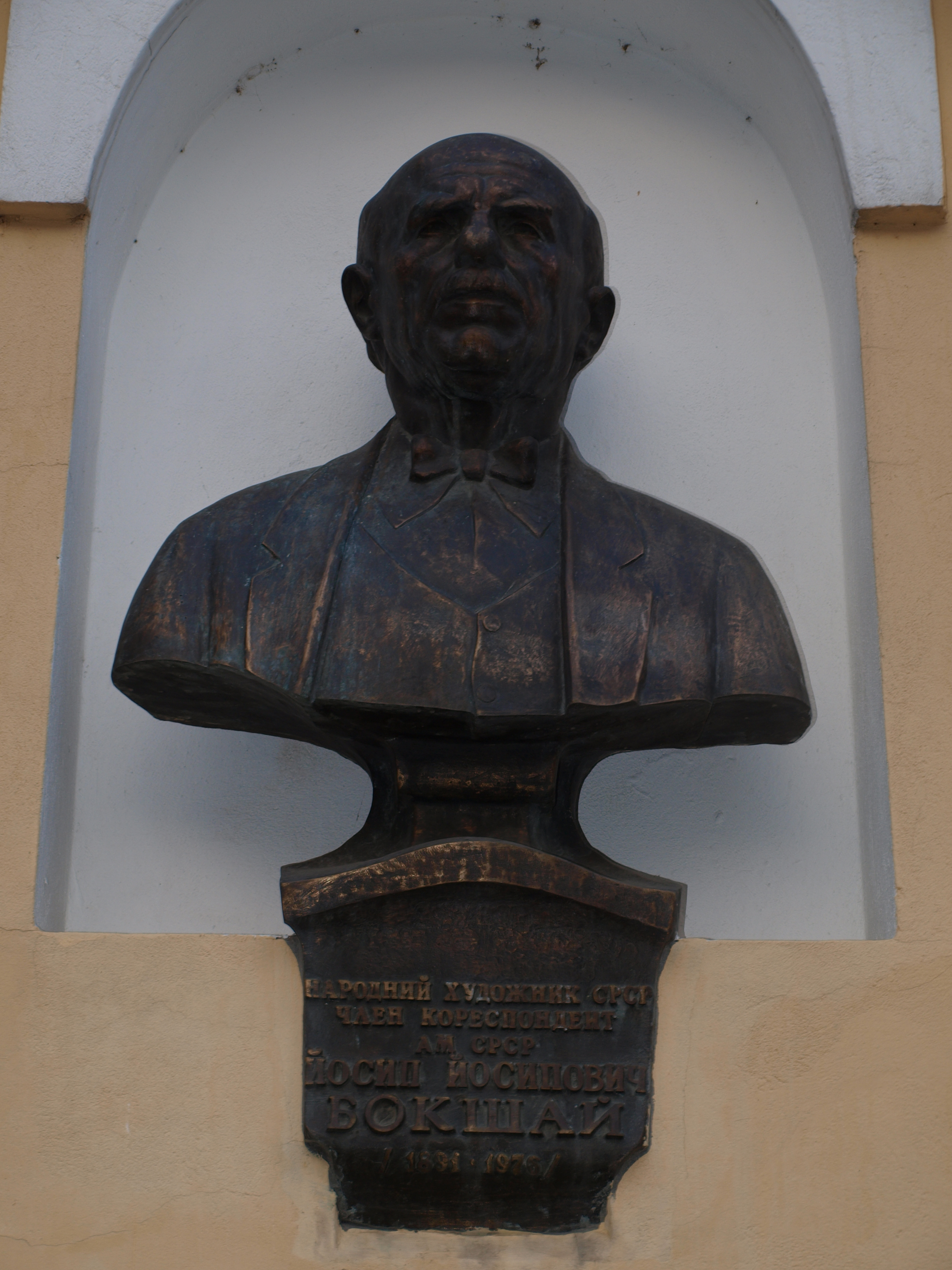
Погруддя Йосипа Бокшая на основному фасаді

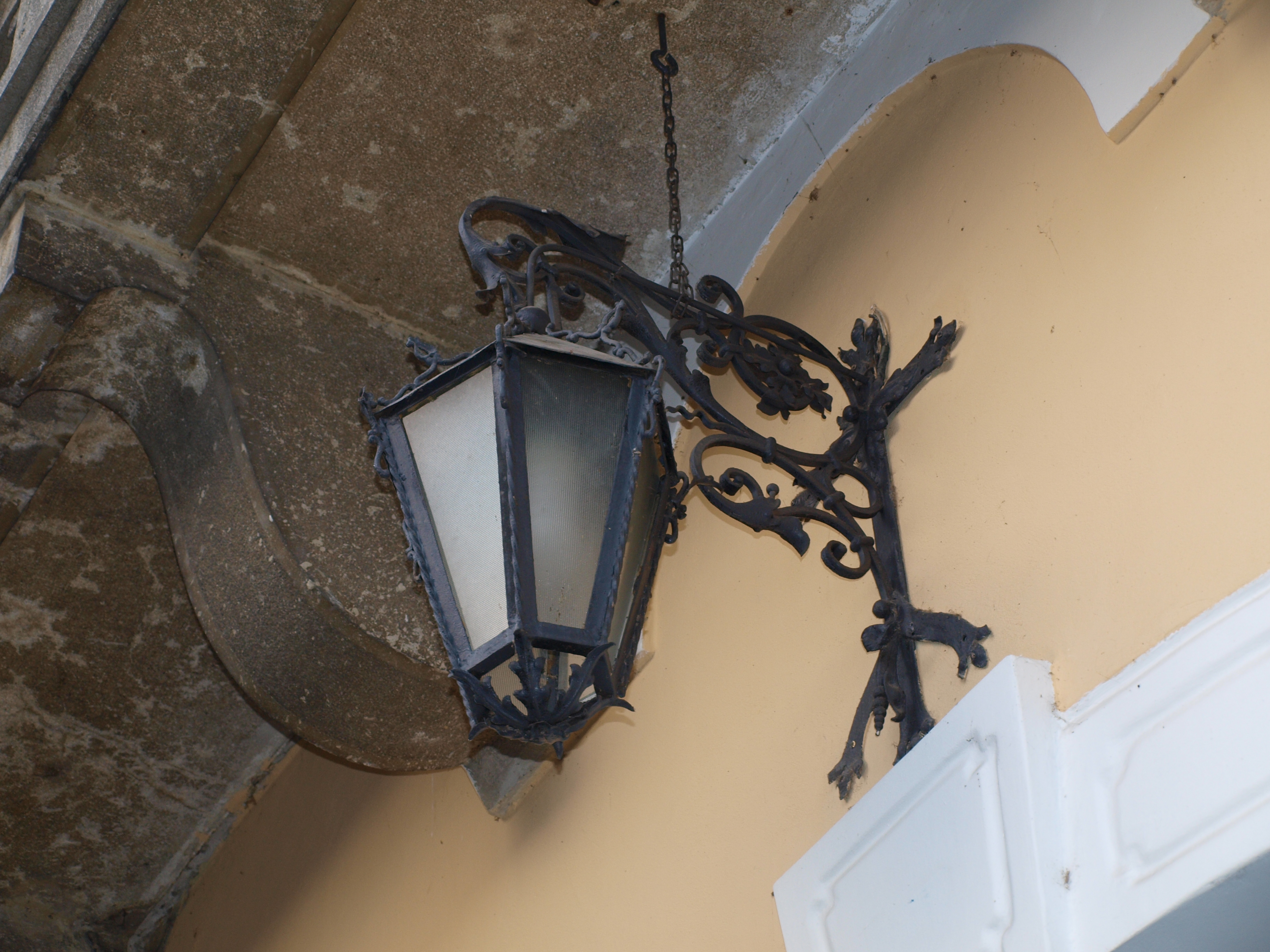
Один з кованих ліхтарів на стіні біля входу
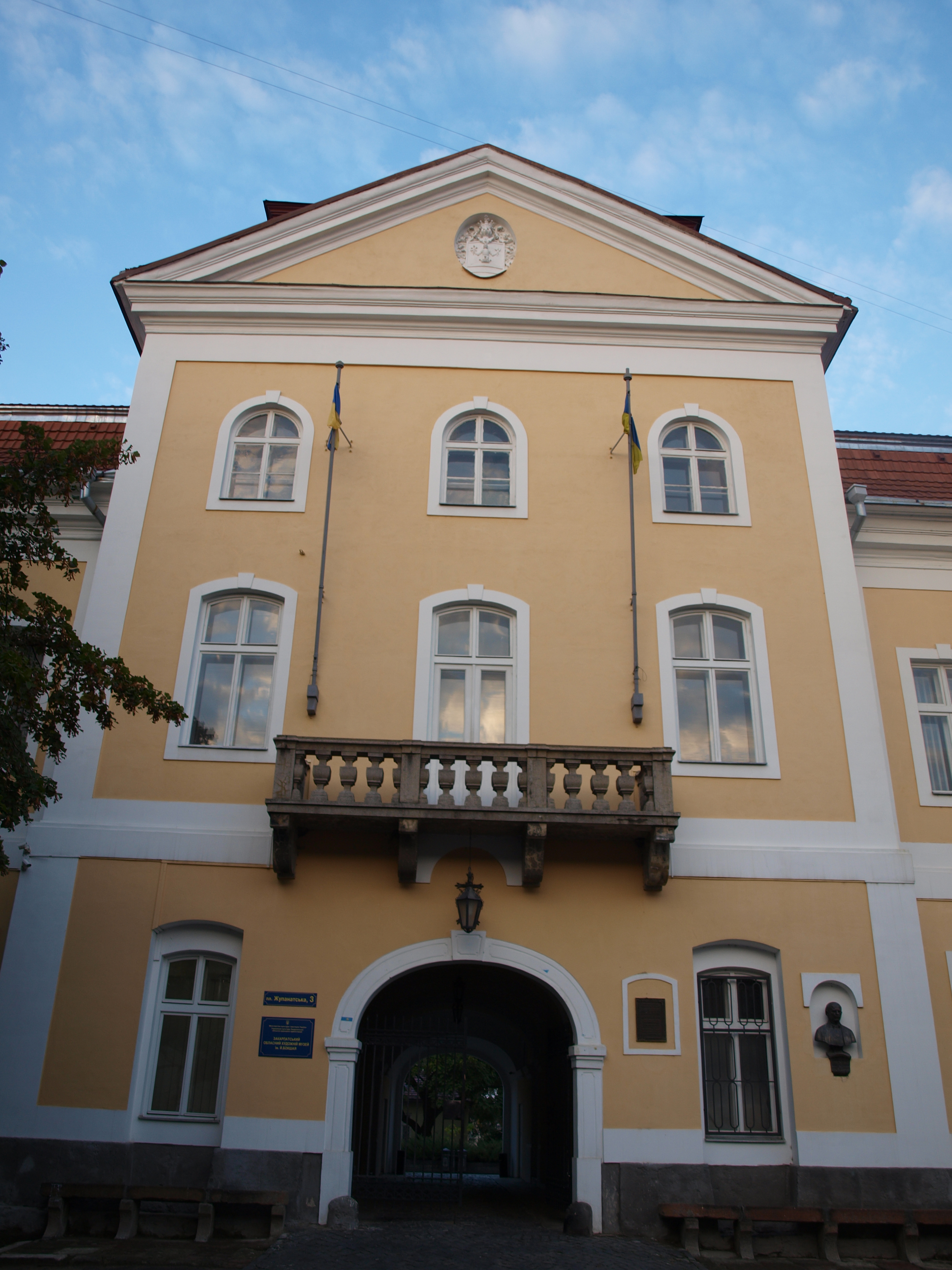
Середній ризаліт основного фасаду та головний вхід
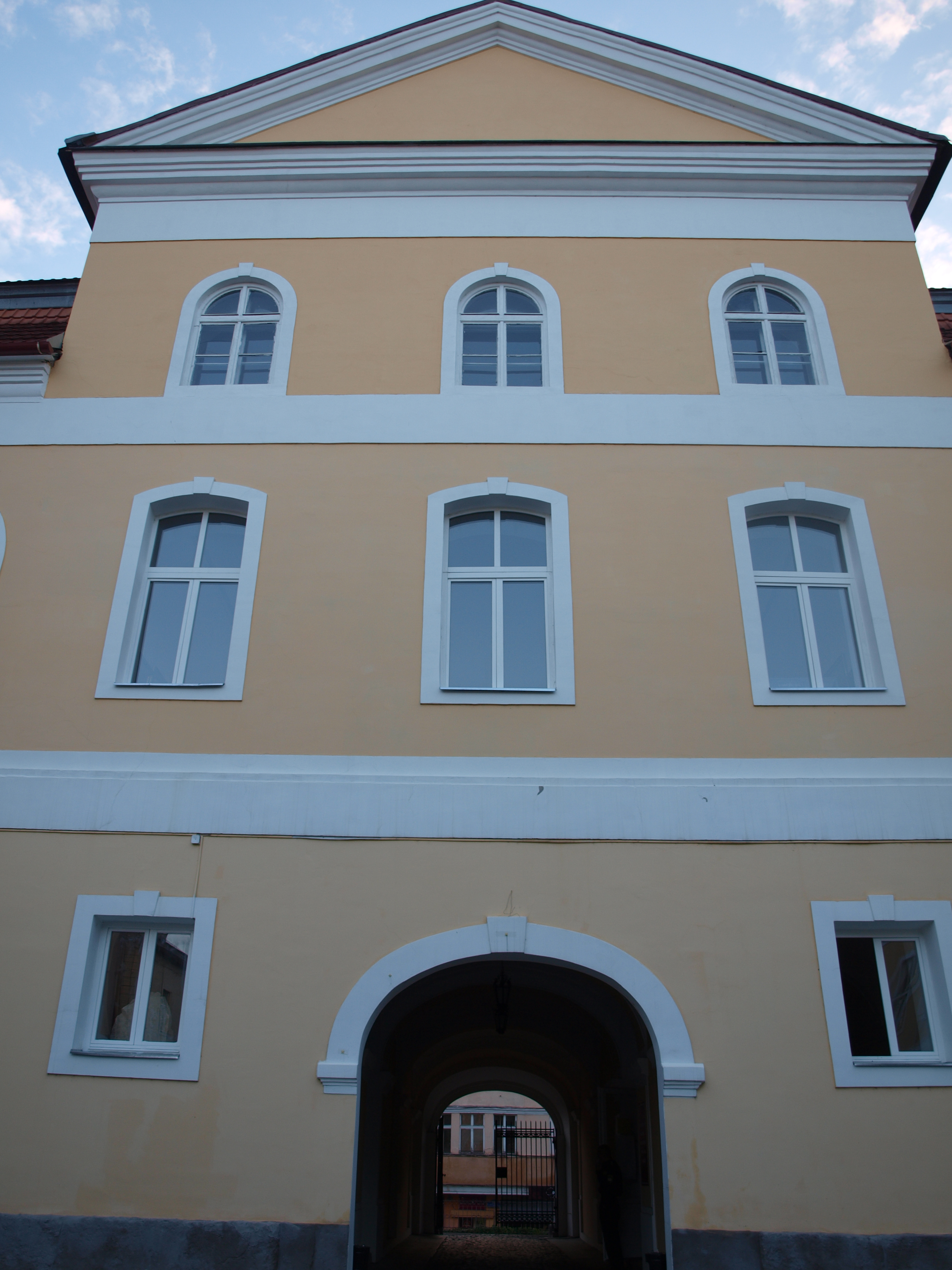
Середній ризаліт основного фасаду, вигляд із внутрішнього подвір'я
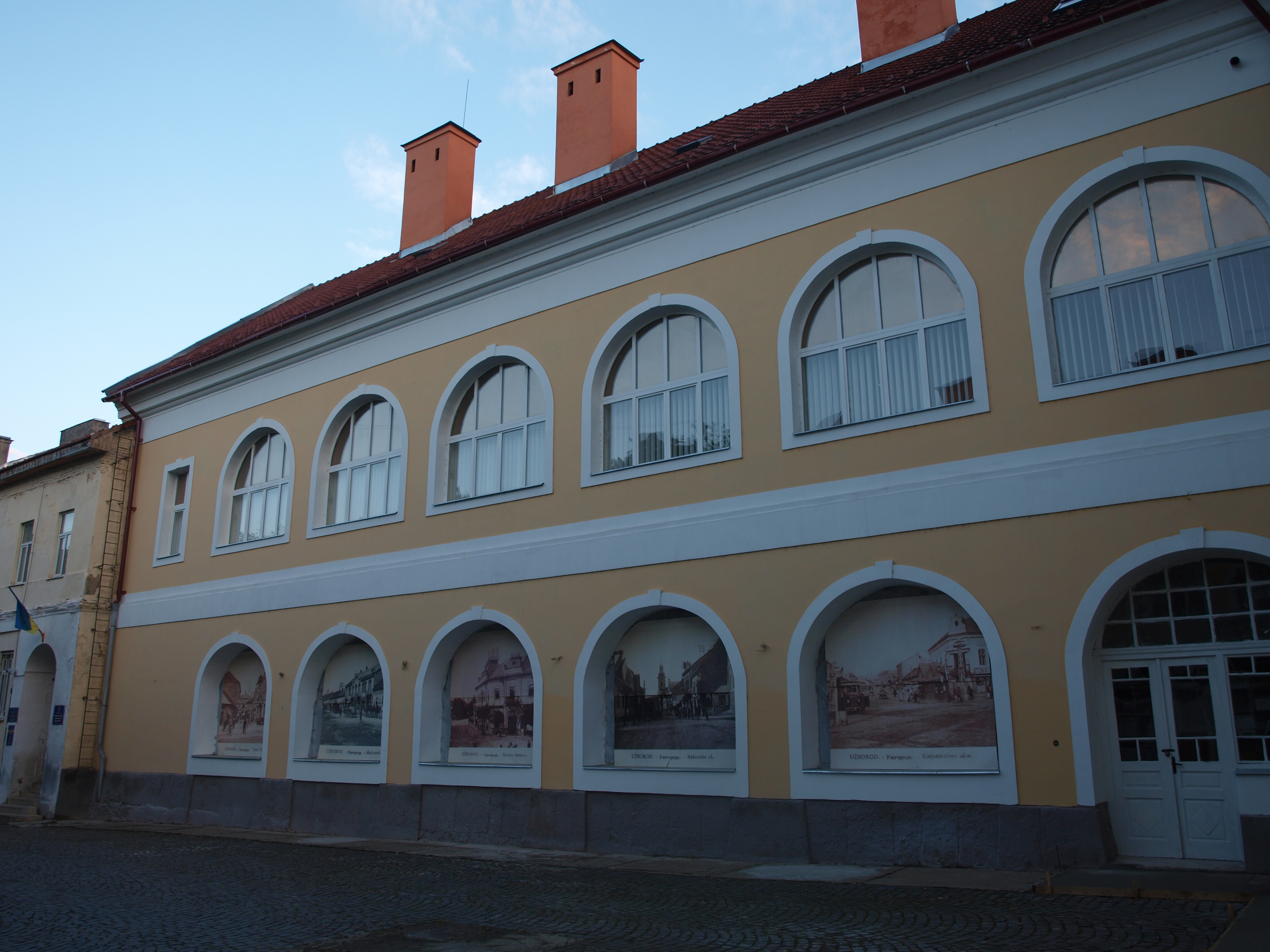
Бокове крило, вигляд із внутрішнього подвір'я